# Kleine Sahara

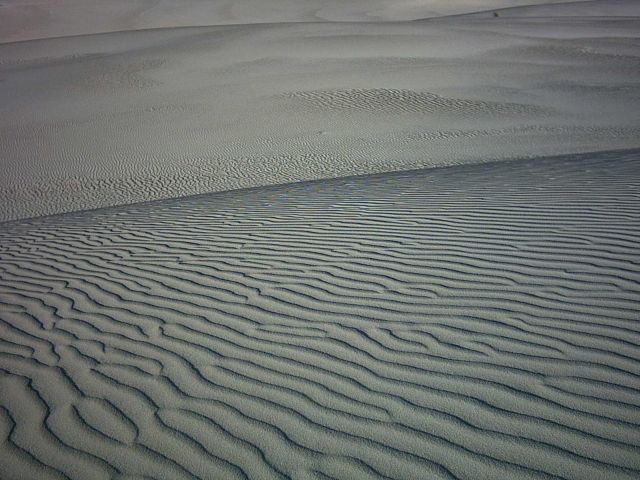
Bild von der Dünenlandschaft auf der Känguru-Insel

Die Kleine Sahara (engl.: Little Sahara) ist ein Dünengebiet von zwei Quadratkilometern Größe auf der Känguru-Insel in South Australia, Australien. Die kleine Dünenlandschaft besteht aus mehreren, unterschiedlich hohen Dünen, die von Buschvegetation umgeben sind. Entstanden sind die Dünen aus Kalkstein, der vor Tausenden von Jahren erodierte. Heute ist die Kleine Sahara eine Touristenattraktion.